# Quaestus minos
Quaestus minos es una especie de escarabajo del género Quaestus, familia Leiodidae. Fue descrita por René Gabriel Jeannel en 1909.

## Distribución
Se encuentra en España.